# Roodt-sur-Eisch
Roodt-sur-Eisch (en luxemburguès:  Rued; en alemany:  Roodt-Eisch) és una vila de la comuna de Septfontaines del districte de Luxemburg al cantó de Capellen.

## Geografia
El poble està situat en la vall de l'Eisch, un afluent de l'Alzette.